# Cristian Bocșan
Cristian Bocșan (n. 31 ianuarie 1995, Timișoara, România) este un fotbalist român, care joacă pe post de mijlocaș la Reșița în Liga a II-a.